# Chain Gang (brano musicale)
Chain Gang è un brano musicale del cantante statunitense Sam Cooke, pubblicato sul singolo a 45 giri Chain Gang/I Fall in Love Every Day il 26 luglio 1960. La canzone divenne uno dei più grandi successi di Cooke, raggiungendo la seconda posizione nella classifica Billboard Hot 100 negli Stati Uniti. Anche nella classifica Hot R&B, il singolo raggiunse la posizione numero 2. Nel Regno Unito Chain Gang si classificò in nona posizione nella UK Singles Chart, diventando il primo singolo da top ten di Cooke in terra britannica.

## Descrizione
Si trattò del primo singolo di Sam Cooke per l'etichetta RCA Victor dopo l'abbandono della Keen Records nel 1959, e anche del suo primo successo da top 10 fin dai tempi di You Send Me nel 1957. Cooke fu ispirato a comporre il pezzo a seguito dell'incontro con un gruppo di carcerati sotto scorta, mentre si trovava in viaggio in tour.
Notoriamente, Cooke non restò soddisfatto della prima incisione del pezzo effettuata presso gli RCA Studios di Manhattan nel gennaio 1960, e volle tornare in studio tre mesi dopo per rifare la sua traccia vocale.

## Cover
- Otis Redding nel 1966 nel disco The Soul Album.
- Jackie Wilson & Count Basie su singolo nel 1968.
- Jim Croce pubblicò postumo nel 1976 il singolo Chain Gang Medley, che oltre a Chain Gang includeva anche He Don't Love You (Like I Love You) e Searchin'.